# Bomba wulkaniczna

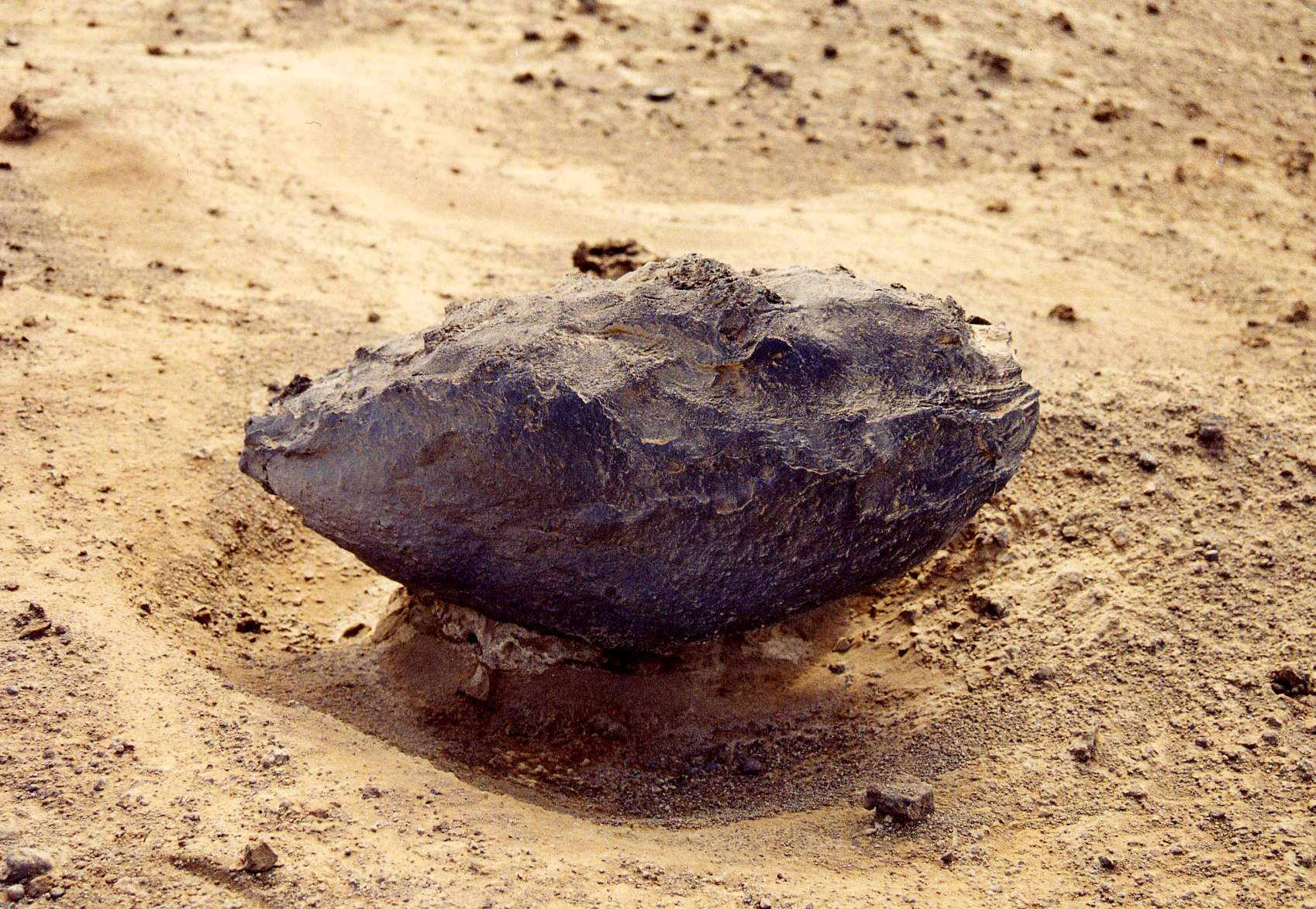
Bomba wulkaniczna wyrzucona z wulkanu Capelinhos na Azorach

Bomba wulkaniczna – rodzaj materiału piroklastycznego, który jest wyrzucany w powietrze w czasie wybuchu wulkanu. Umowna wielkość minimalna wynosi 64 mm, ale bomby te mogą dochodzić do kilku metrów długości i mieć masę 200 ton. Mają wrzecionowaty kształt (wywoływany przez ruch wirowy w czasie zastygania w powietrzu). Bomby wulkaniczne utworzone z lawy kwaśnej są bardziej kuliste, a powstałe z lawy z poprzednich wybuchów – nieregularne. Niektóre bomby składające się ze stygnącej lawy mogą eksplodować w czasie lotu wskutek rozprężenia się gazów wchodzących w ich skład.